# That Is All (canción)
«That Is All» es una canción del músico británico George Harrison, publicada en el álbum de estudio Living in the Material World (1973). Es el último tema del disco e incluye una fuerte orquestación dirigida por John Barham. La canción fue versionada por cantantes como Andy Williams y Harry Nilsson.

## Personal
- George Harrison: voz, guitarra eléctrica, guitarra slide y coros.
- Nicky Hopkins: piano
- Gary Wright: piano eléctrico y clavecín
- Klaus Voormann: bajo
- Jim Keltner: batería
- John Barham: orquestación